# Норбери
 Тази статия е за града в Швеция.  За общината вижте Норбери (община).  
Норбери (на шведски: Norberg) е град в централна Швеция, лен Вестманланд. Главен административен център на едноименната община Норбери. Намира се на около 230 km на северозапад от столицата Стокхолм и на около 80 km на северозапад от Вестерос. Има жп гара и летище. Известен е с фестивала за електронна музика. Населението на града е 4518 жители според данни от преброяването през 2010 г.

## Известни личности
Родени в Норбери
- Енгелбрект Енгелбректсон (1390 – 1436), политик